# 中國女報

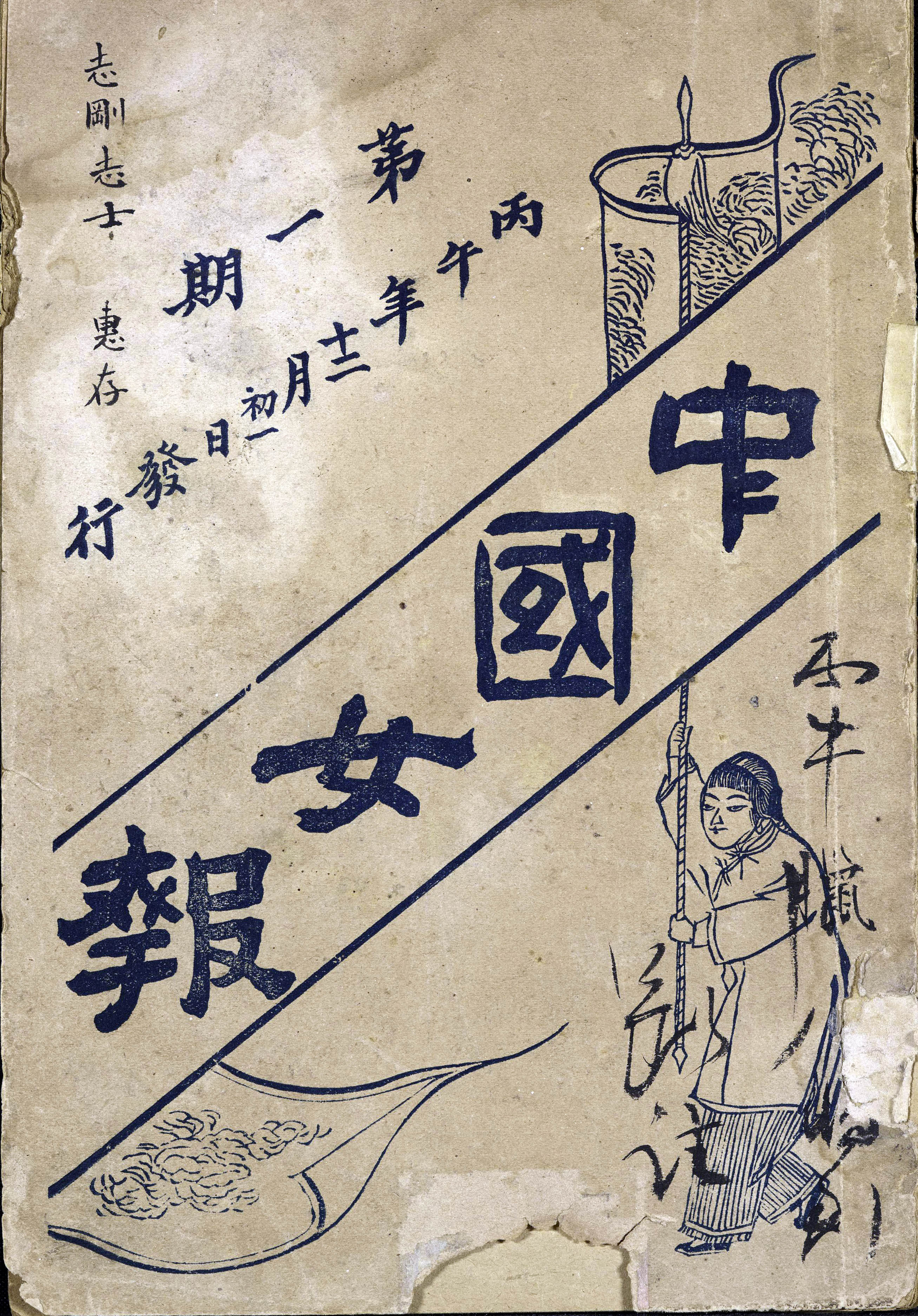
第一期封面

《中國女報》是清朝末年的一雜誌。由女性革命家秋瑾在1907年（光緒33年）1月14日創辦於上海。為中國最早的以女性為訴求的刊物之一。

## 历史
《中國女報》為月刊，32開本，約60頁，售洋二角，社址設在上海北四川路厚德里；主編為秋瑾、陳伯平。創辦之前，秋瑾曾在上海的《中外日報》上刊登廣告，招募股東以集資，後得友人資助得以出刊。秋瑾《創辦中國女報之草章及意旨》稱其目的在「本報之設以開通風氣，提倡女學，聯感情，結團體，並為他日創設中國婦人協會之基礎為宗旨」，其內容包括論說、演講、翻譯、傳奇、小說、新聞等等，所刊全為白話文。
由於經費不足，且秋瑾等人忙於發動革命，對該報業務難以兼顧，前後僅發行兩期（第二期為四月初出版），第3期在當年6月完成編輯，但主編陳伯平參加安慶反抗事件殉難，秋瑾亦於當年七月起事失敗遇難，該刊物因而結束。

## 外部連結
- 1907年1月14日 秋瑾创办《中国女报》（页面存档备份，存于）、（页面存档备份，存于）
- 秋瑾创办《中国女报》經過（页面存档备份，存于）

1. ↑  郭長海、郭君兮(輯注).《秋瑾全集箋注》.長春：吉林文史出版社，2003，第370頁